# نبرد قلعه گیفو
نبرد قلعه گیفو (به ژاپنی: 岐阜城の戦い Gifu-jō no Tatakai) یکی از نبردهای وابسته به نبرد سکیگاهارا بود.